# Choi Yeo-jin
Dans ce nom coréen, le nom de famille, Choi, précède le nom personnel.
Choi Yeo-jin, (coréen : 최여진) née le 27 juillet 1983 à Séoul, est une mannequin sud-coréenne-canadienne devenue actrice.

## Biographie

### Jeunesse et formation
Née le à Séoul, mais après le divorce de ses parents. Ils émigrent au Canada alors qu'elle est en première année de collège.
Elle étudie la gestion hôtelière au George Brown College (en), mais prend un congé pour poursuivre une carrière dans le divertissement en Corée.

### Carrière
En 2001, elle fait ses débuts dans l'industrie du divertissement via le concours Super Elite Model organisé au Canada. Elle joue dans plusieurs séries télévisées comme Golden Bride et Emergency Couple, ainsi que dans des films, notamment Seoul Raiders.

## Filmographie

### Cinéma
- 2005 : Seoul Raiders : Choi Sun-ah

### Télévision
- 2007 : Golden Bride : Ok Ji-young
- 2014 : Emergency Couple : Shim Ji-hye
- 2020 : My Holo Love : Go Yoo-jin